# Franco Andreoli
Franco Andreoli {2 de dezembro de 1915 — 5 de fevereiro de 2009) foi um futebolista e treinador suíço que atuava como atacante.

## Carreira
Franco Andreoli comandou o elenco da Suíça, na Copa do Mundo de 1950 no Brasil.